# Buenaventura, Campeche
Buenaventura är en ort i Mexiko.   Den ligger i kommunen Champotón och delstaten Campeche, i den östra delen av landet, 900 km öster om huvudstaden Mexico City. Buenaventura ligger 35 meter över havet och antalet invånare är 127.
Terrängen runt Buenaventura är platt. Runt Buenaventura är det glesbefolkat, med 11 invånare per kvadratkilometer. Närmaste större samhälle är San Antonio Yacasay, 13,3 km väster om Buenaventura. Omgivningarna runt Buenaventura är en mosaik av jordbruksmark och naturlig växtlighet.